# Othnielosaure
Othnielosaure (Othnielosaurus, "llangardaix d'Othniel") és un gènere representat per una única espècie de dinosaure ornitòpode, que va viure a la fi del període Juràssic, fa aproximadament 145 i 152 milions d'anys, en el Kimeridgià i el Titonià), en el que avui és Amèrica del Nord. Nomenada en honor del famós paleontòleg Othniel Charles Marsh, i assignat anteriorment al gènere Laosaurus. Aquest gènere va ser encunyat per incloure fòssils anteriorment endins d'Othnielia, a causa que les restes d'aquest últim poden ser massa escassos dur a terme un nom; sent part de dècades d'investigació per desembolicar la taxonomia deixada darrere per Marsh i el seu rival Edward Drinker Cope en la Guerra dels Ossos. Othnielosaurus és usualment classificat com un hipsilofodòntid, un tipus de petits bípedes generalistes herbívors o omnívors, encara que les teories ressents posen dubtes sobre l'existència d'aquest grup.